# Antal Benda
Antal Benda, madžarski rokometaš, * 14. april 1910, Palánka, † 29. januar 1997, Budimpešta.
Leta 1936 je na poletnih olimpijskih igrah v Berlinu v sestavi madžarske rokometne reprezentance osvojil četrto mesto.